# Suchá (Jihlavai járás)
Suchá település Csehországban, a Jihlavai járásban. Suchá Cerekvička-Rosice, Otín, Vílanec, Třešť és Stonařov településekkel határos. Lakosainak száma 252 fő (2024. január 1.).

## Népesség
A település lakosságának változását az alábbi diagram mutatja:
| Lakosok száma | 571  | 575  | 458  | 331  | 229  | 215  | 252  | 259  | 251  | 252  |
|               | 1869 | 1890 | 1921 | 1950 | 1980 | 2001 | 2017 | 2019 | 2022 | 2024 |